# Downtown Battle Mountain
Downtown Battle Mountain è il primo album in studio del gruppo musicale statunitense Dance Gavin Dance, pubblicato nel 2007.

## Tracce
1. Untitled – 0:48
2. And I Told Them I Invented Times New Roman – 4:48
3. It's Safe to Say You Dig the Backseat – 5:14
4. Strawberry André – 3:13
5. Lemon Meringue Tie – 3:51
6. The Backwards Pumpkin Song – 4:06
7. Antlion – 3:19
8. Turn Off the Lights, I'm Watching Back to the Future – 3:59
9. Open Your Eyes and Look North – 4:29
10. Surprise! I'm from Cuba, Everyone Has One Brain – 4:54
11. 12 Hours, 630 Miles – 1:23

## Formazione
- Jonny Craig – voce
- Jon Mess – voce
- Will Swan – chitarra
- Sean O'Sullivan – chitarra
- Eric Lodge – basso
- Matt Mingus – batteria, percussioni